# Live in the UK
Live in the UK is een album van de band Helloween, opgenomen in Edinburgh, Schotland, in november 1988. Het is het eerste live-album van de band. Een deel van het concert is ook opgenomen in Manchester, Engeland, maar op het live-album is er alleen 
"Scotland" te horen, bijvoorbeeld "So hello Scotland!" (geroepen door Kiske). De band opent met "A Little Time" van het album Keeper of the Seven Keys Part 1, gevolgd door het enigszins komische en commerciële "dr. Stein", gebaseerd op dr. Frankenstein. Het enthousiaste publiek zingt uitbundig mee met "Future World" en daarna volgen nog enkele nummers en wordt het album afgesloten met het wat oudere "How Many Tears", van het album Walls of Jericho. waarin vooral de drums van drummer Ingo Schwichtenberg naar voren komen. Het album wordt kort bevonden door fans en reviewers, echter maakt de productie van het album en de keuze van de nummers dat deels weer goed, volgens hen.

## Tracklist
1. A Little Time
2. Dr. Stein
3. Future World
4. Rise And Fall
5. We Got The Right
6. I Want Out
7. How Many Tears

## Bandleden
- Michael Kiske - zanger
- Kai Hansen - gitarist
- Markus Großkopf - basgitarist
- Michael Weikath - gitarist
- Ingo Schwichtenberg - drummer
- Jörn Ellerbrock - toetsenist (keyboard)